# کیتلین کارمایکل
کیتلین کارمایکل (به انگلیسی: Caitlin Carmichael) (زاده ۲ ژوئیهٔ ۲۰۰۴) بازیگر آمریکایی است.
از کارهای معروف او می‌توان به بازی در فیلم ویلمن اشاره کرد.

## فیلم‌شناسی
فهرست برخی از فیلم‌هایی که کیتلین کارمایکل در آن‌ها به ایفای نقش پرداخته است:
- ۳۰۰: ظهور یک امپراتوری-۲۰۱۴
- معلم سال-۲۰۱۴
- ویلمن-۲۰۱۷
- خود زندگی-۲۰۱۸
- نیمه‌شب در چمن‌زار-۲۰۲۱